# Anne Torcapel
Anne Torcapel (* 25. November 1916 in Eaux-Vives; † 29. Januar 1988 in Genf) war eine Schweizer Architektin.

## Leben
Torcapel legte 1938 ein Diplom als Bauzeichnerin oder Architektin an der Genfer École des Beaux–Arts ab. Nach dem Studium trat sie ins Büro ihres Vaters John Torcapel (1881–1965) ein und nahm mit ihm zusammen verschiedene Projekte in Angriff. 1953 wurde sie Teilhaberin, im Jahre 1960 übernahm sie die alleinige Leitung des Architekturbüros. 1958 nahm sie an der Schweizerischen Ausstellung für Frauenarbeit teil und plante den Genfer Pavillon. Sie verstand es, das Büro bis zum Ende ihrer Tätigkeit zu einem der bedeutendsten Architekturbüros in Genf auszubauen. Sie war bekannt für Bauqualität und dass sie auf die Bedürfnisse der Bewohner einging. Sie beschäftigte zwei bis fünf Bauzeichner oder Architekten und vermied hierarchische Strukturen. Jeder Mitarbeiter verfolgte ein Projekt von den Anfängen bis zum Schluss.
1987 wurden Jean-Pierre Gebel und Yves Rochat Teilhaber ihres Büros und führten es nach ihrem Tode im Jahre 1988 weiter. Bereits 1990 zog sich Yves Rochat zurück.

## Bauten
Anne Torcapel realisierte 1944 mit Marie-Louise Leclerc die Vergrösserung der Wöchnerinnenabteilung des Universitätsspitals Genf (Maternité de Genève HUG) und plante 1956 dort den Operationsblock, baute das erste Wohnhaus mit moderaten Mietzinsen des Kantons Genf in Onex (1962) und das Altersheim am Quai des Vernets in Genf (1982).